# Auguste-Lucien Vérité

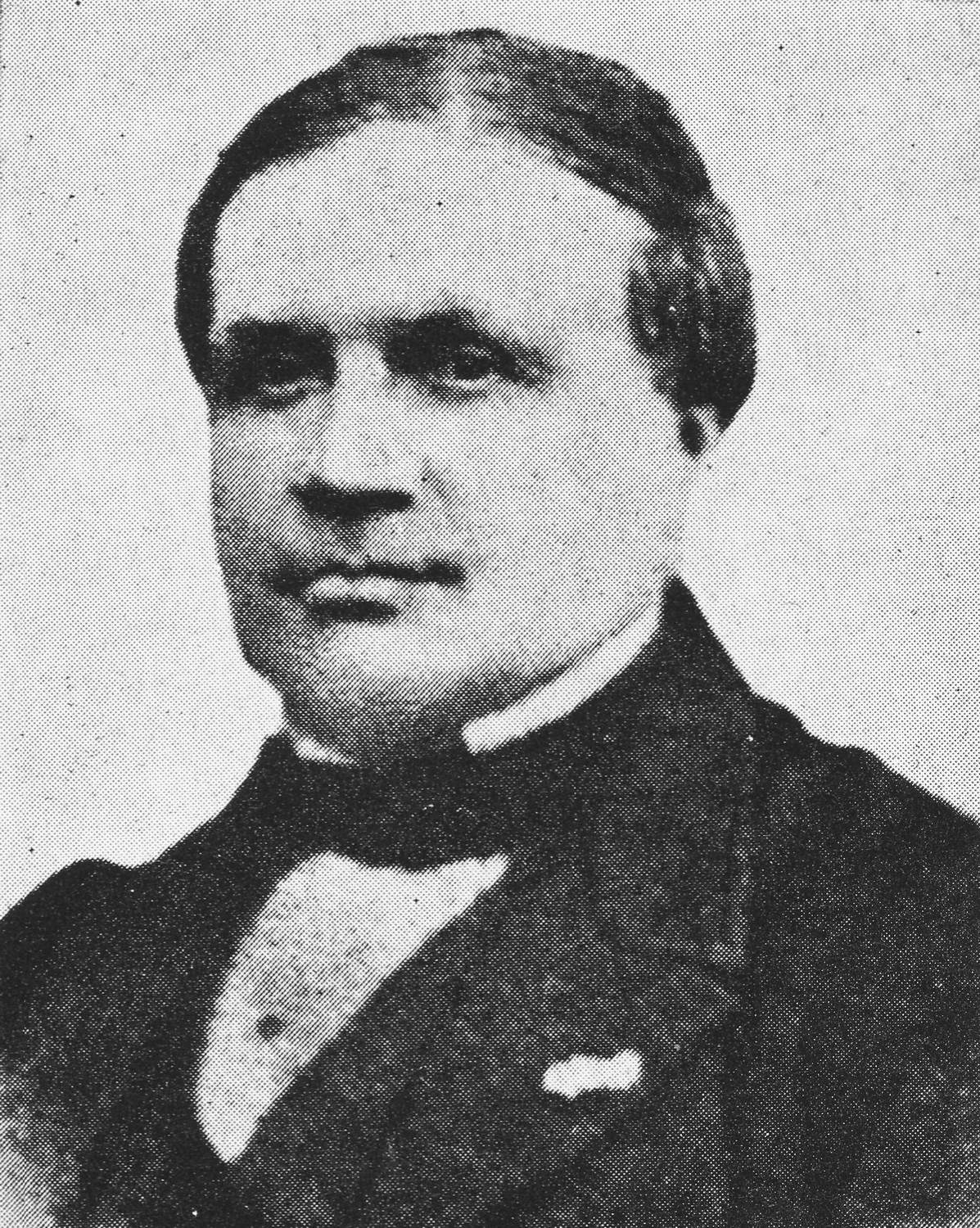
Auguste-Lucien Vérité

Auguste-Lucien Vérité (21 de octubre de 1806, Beauvais - 19 de julio de 1887) fue un ilustre relojero francés, de Beauvais en la Picardia. Es el autor de notables relojes astronómicos. 

## Biografía
Vérité era responsable del mantenimiento técnico de todo el sistema de señalización ferroviaria y de los relojes de estación de la red ferroviaria de la Compañá de los Ferricariles del Norte. Más tarde, se hizo un nombre como experto en la construcción de órganos para iglesias, antes de dedicarse a relojes de iglesias y relojes astronómicos de forma autodidacta. Su obra maestra es el reloj astronómico de Beauvais, en la Catedral de Beauvais, que se compone de 90.000 piezas, 68 autómatas y 52 diales. Fue construido en tres años entre el 1865 y 1868.
León Foucault parece haber sido el primero en formular el principio de la sincronización de los relojes por la acción electromagnética. Y Vérité llevó a la práctica esta novedad. La Empresa de Ferrocarriles del Norte la aplicó en la estación de tren de París, donde cientos de diales recibían la hora de un solo reloj.
Vérité participó en varias exposiciones y recibió diversos premios. En la exposición de 1844 se le dio la medalla de plata y expuso el reloj del palacio de justicia de Beauvais. También recibió la Cruz de la Legión de Honor por su trabajo en la sincronización de relojes.

## Lista parcial de los relojes de Vérité
- Antiguo reloj de la torre del castillo de Bouvigny-Boyeffles, restaurado en el año 2010 y expuesto en la iglesia de St. Martin-Boyeffles Bouvigny (cf. La Voix du Nord, 21 de septiembre de 2010)[1]
- Reloj del Hôtel-Dieu de Beauvais (1832). Este reloj funcionó hasta 1940.[2]
- Reloj del Palacio de Justicia de Beauvais (1844).[3]
- Reloj del Gran Seminario de Beauvais (años 1850)[4]
- Un reloj en la iglesia de Sainte Maure et Sainte Brigide de Nogent-sur-Oise (antes Nogent-Les-Vierges)[5]
- Reloj astronómico del castillo de Frocourt en Oise (1855)
- Reloj astronómico de Besançon (1858-1863)
- Reloj y carillón de la basílica de Bonsecours (76) (hacia 1863).[6] Este reloj todavía existía en 1977.[2]
- Reloj astronómico de Beauvais (1865-1868)

|  |  |

Detalles de relojes astronómicos de Besançon
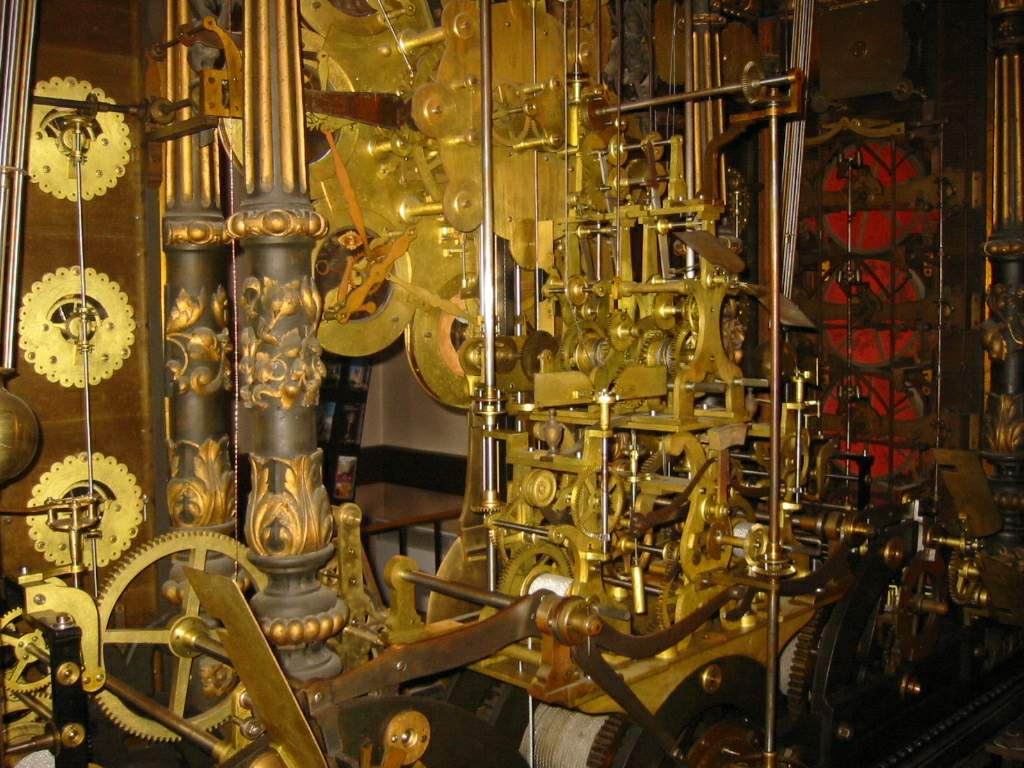
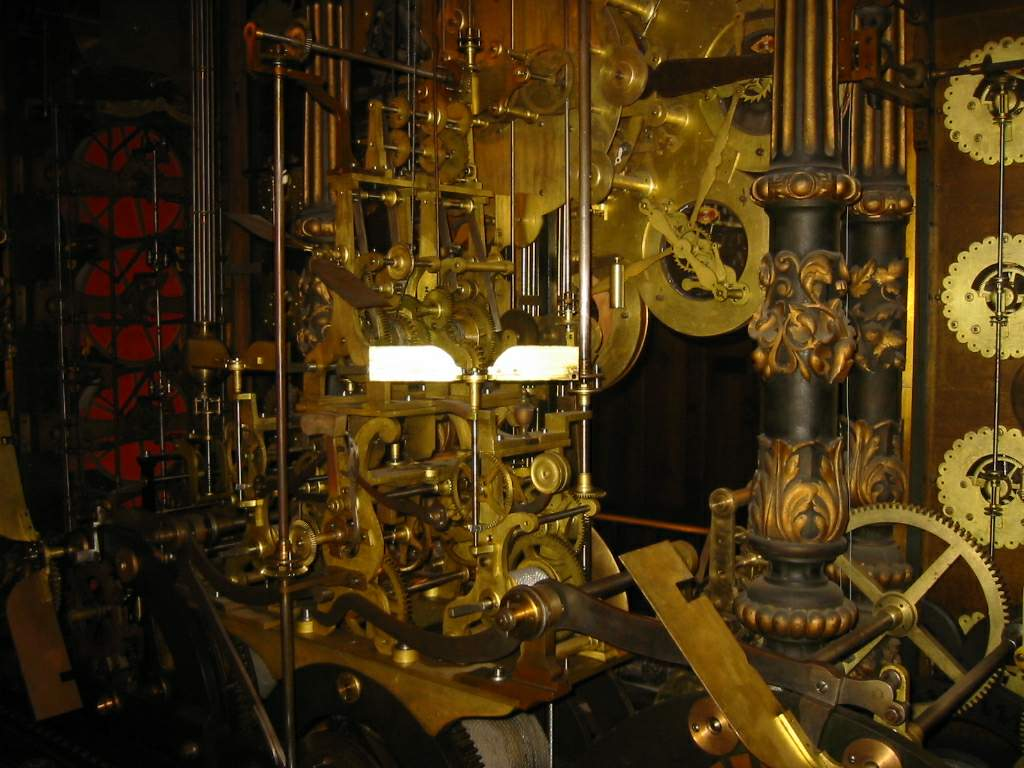
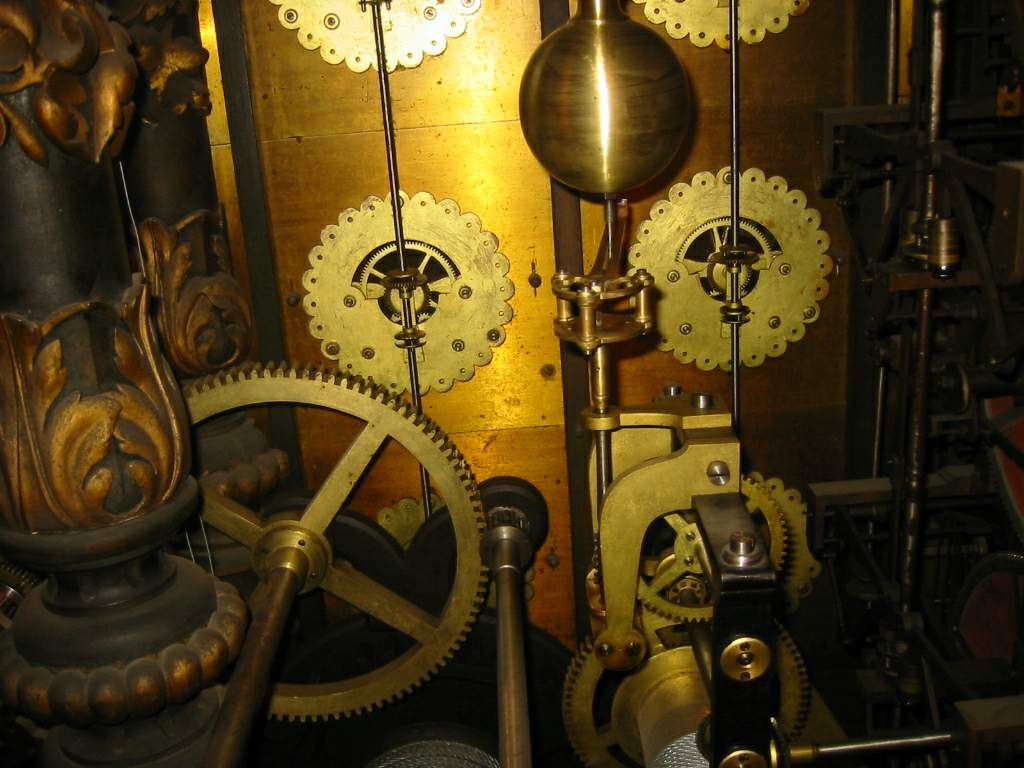
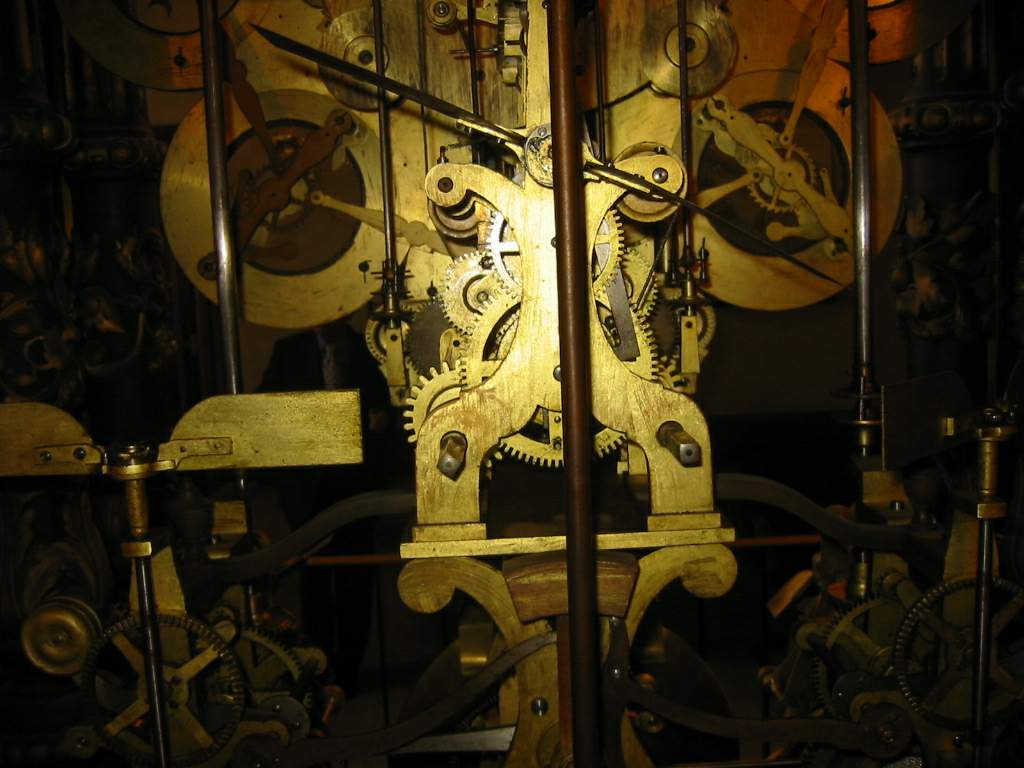